# Kijkwijzer
De Kijkwijzer is een  van oorsprong Nederlands hulpmiddel, waarmee kan worden nagegaan of het kijken naar een film, televisieprogramma of computerspel mogelijk schadelijk voor kinderen is (filmkeuring). Het hulpmiddel is tevens de richtlijn voor eventuele strafbaarheid in de categorie "vanaf 16 jaar" en kan hiervoor gebruikt worden door de rechter. In 2011 werd de tiende verjaardag uitgebreid gevierd met verschillende YouTube-video's en vragen, bijvoorbeeld door een onderzoek van het Jeugdjournaal. Om een reële afweging te kunnen maken om een bepaalde pictogram toe te kennen aan films en tv-programma's gebruikt Kijkwijzer een uniforme vragenlijst. Sinds 2020 geldt het systeem ook in België, waarbij het in het Frans en Duits wordt aangeduid als "Cinecheck". Tevens is in 2020 de leeftijdsclassificaties van 14 jaar en 18 jaar toegevoegd, waarvan de classificatie van "18 jaar en ouder" niet verankerd is in de wet en vanaf 16 jaar bekeken kan worden.

## Beschrijving
Kijkwijzer wordt sinds 2002 vastgesteld door het Nederlands Instituut voor de Classificatie van Audiovisuele Media (NICAM), althans, filmdistributeurs doen dat zelf na een training van het NICAM. Op bijna alle audiovisuele producten die in Nederland worden aangeboden worden Kijkwijzeradviezen toegepast, van televisieprogramma’s en bioscoopfilms tot films op dvd en video. De pictogrammen verschijnen in beeld aan het begin van een televisieprogramma/film en staan in omroepgidsen en op verpakkingen. Het Commissariaat voor de Media houdt toezicht op de uitvoering van Kijkwijzer. Kijkwijzer oordeelt niet over de inhoud of kwaliteit van televisieprogramma’s of films. Daartoe verschillen de voorkeuren en normen van ouders te veel. Kijkwijzer waarschuwt alleen voor mogelijke schadelijke beelden in televisieprogramma’s of films. Aanvankelijk was het uitgangspunt dat ouders zelf verantwoordelijk zijn voor wat hun kinderen mogen zien. Er is door de overheid een wettelijke bepaling verbonden aan de verschillende leeftijdsgrenzen. De Kijkwijzer is de opvolger en een belangrijke uitbreiding van de Wet op de filmvertoningen, door de uitbreiding met de categorieën geweld, angst, seks, discriminatie, drugs- en alcoholmisbruik en grof taalgebruik. Naast de audiovisuele middelen worden games (computerspelletjes) beoordeeld met dezelfde maatstaven door de parallelle organisatie PEGI. Er zijn plannen om het internet ook onder de bepalingen van de Kijkwijzer en PEGI te laten vallen.
Ook is de leeftijd met de tekens te zien op bijna alle zenders via teletekstpagina 282.
Eerst waren alleen leeftijden zoals: Alle leeftijden (AL), (MG)6, 12 en 16 jaar aan bod. MG stond voor meekijken gewenst
Later vond Kijkwijzer dat het gat tussen 6 en 12 jaar vrij groot was.
Daarom stelde Kijkwijzer de leeftijd 9 jaar en ouder officieel in.  In 2020 voerde Kijkwijzer om een soortgelijke reden de categorieën 14 jaar en ouder in en daarnaast voerde men ook een categorie 18 jaar en ouder in.

## Leeftijden
Er zijn zeven categorieën, namelijk:
| pictogram | betekenis                                                     |
| --------- | ------------------------------------------------------------- |
| AL        | Alle leeftijden bevat geen schadelijke beelden                |
| 6         | Vanaf 6 jaar mogelijk schadelijk voor kinderen jonger dan 6   |
| 9         | Vanaf 9 jaar mogelijk schadelijk voor kinderen jonger dan 9   |
| 12        | Vanaf 12 jaar mogelijk schadelijk voor kinderen jonger dan 12 |
| 14        | Vanaf 14 jaar mogelijk schadelijk voor kinderen jonger dan 14 |
| 16        | Vanaf 16 jaar mogelijk schadelijk voor kinderen jonger dan 16 |
| 18        | Vanaf 18 jaar mogelijk schadelijk voor kinderen jonger dan 18 |

De laatste zes categorieën worden aangegeven door een zwart cirkeltje met daarin in wit het cijfer van de minimumleeftijd.

## Wettelijk verbod "vanaf 16 jaar"
Het adviserende karakter van de Kijkwijzer aan de ouders en opvoeders hield aanvankelijk op bij de leeftijdgrens van 16 jaar. Indeling in de categorie "vanaf 16 jaar" brengt een wettelijk verbod voor bioscoopexploitanten met zich mee om jongeren onder de zestien toe te laten, alsmede een verbod op verkoop en verhuur van dvd's et cetera aan deze jongeren. 
Het wettelijk verbod wordt in artikel 151e van het Wetboek van Strafrecht geregeld:
Degene die een visuele weergave als bedoeld in artikel 239, derde lid, of een voorwerp, waarvan de vertoning schadelijk is te achten voor personen beneden de leeftijd van zestien jaren, verstrekt, aanbiedt of vertoont aan een persoon beneden de leeftijd van zestien jaar wordt gestraft met gevangenisstraf van ten hoogste een jaar of geldboete van de vierde categorie.
Een overtreding van artikel 151e is een misdrijf (en geen overtreding). Een veroordeling voor het plegen van een misdrijf levert voor de pleger ervan bovendien een strafblad op. De oorspronkelijke bedoeling van het eerdere artikel 240a was om jongeren te beschermen tegen pornografie. Deze bescherming is uitgebreid met de categorieën geweld, angst, seks, discriminatie, drugs- en alcoholmisbruik en grof taalgebruik. In het geval van vervolging is het voor de rechter belangrijk te weten of de vertoning schadelijk is te achten voor personen beneden de leeftijd van zestien jaar. Het NICAM heeft dit met materiële invulling van de Kijkwijzer inzichtelijk gemaakt.
Bij twijfel over de leeftijd mag de bioscoopexploitant - gezien de strafbaarheid - om een legitimatie vragen of de toegang weigeren. Ook videotheken, winkels en bibliotheken hebben met het Wetboek van Strafrecht te maken en mogen geen dvd’s (of games) verkopen of verhuren aan kinderen jonger dan de aangegeven leeftijdsgrenzen. Overigens mag een game of een film met een 18+ classificatie van het Europese PEGI of het Nederlandse Kijkwijzer, wel verkocht worden aan jongeren vanaf 16 jaar.
De in de Kijkwijzer genoemde adviesleeftijd betekent niet dat een televisieprogramma of film voor alle kinderen vanaf die leeftijd geschikt is (een film kan bijvoorbeeld te moeilijk, maar niet schadelijk zijn). Ook houdt het advies geen oordeel in over de kwaliteit van het televisieprogramma of de film.

### Convenant (2009)
In februari 2009 werd een Convenant getekend tussen de branches, het NICAM en het ministerie van Justitie. Dit moet leiden tot een betere handhaving van de leeftijdsgrenzen voor audiovisuele producten in bioscopen, winkels, videotheken en bibliotheken. In dit convenant is de afspraak opgenomen dat de leeftijdsgrens van 16 jaar gehandhaafd wordt. Voor de leeftijdsgrens van 12 jaar zal bij twijfel altijd naar de leeftijd gevraagd worden waarbij het antwoord als correct wordt beschouwd. De minister heeft in het Convenant uitdrukkelijk opgenomen dat de bepalingen tot stand zijn gekomen door de huidige politieke koers.
Het ministerie van Justitie is met het NICAM overeengekomen:
- De convenantpartners nemen de inspanningsverplichting op zich om te komen tot een naleving van de leeftijdsgrenzen 16 en 18 (PEGI) van minimaal 70%.
- Voor de classificatie 12 jaar, die niet via een identiteitsbewijs vastgesteld kan worden, geldt dat bij twijfel altijd naar de leeftijd gevraagd zal worden; van het antwoord wordt aangenomen dat het correct is.

De overheid heeft met de invoering van dit nieuwe beleid afscheid genomen van de verantwoordelijkheid van de ouders en verzorgers voor hun minderjarige kinderen en van de strikt adviserende rol van de Kijkwijzer sinds 2002 voor de leeftijdscategorieën tot 16 jaar. Critici van dit beleid vinden dat de overheid hier de kwalijke rol speelt van "surrogaatouder" en ervaren de rol van de overheid voor deze categorie als betuttelend (voor ouders en verzorgers). Ook politici hebben zich in deze discussie gemengd.
Minister Hirsch Ballin refereerde aan de memorie van toelichting waarin tevens is aangegeven dat bestaande restricties in de Wet op de filmvertoningen ten aanzien van de toegankelijkheid van films voor jeugdigen onverkort vastgelegd dienden te worden in het reglement van het NICAM. De Wet op de filmvertoningen kende twee leeftijdsgrenzen, 12 en 16 jaar. Bij brief van de minister van 21 november 2003 is dit beleid nog eens bevestigd. Ondanks de in het Wetboek van Strafrecht uitdrukkelijk aangegeven grens van 16 jaar en ouder heeft de overheid aangegeven dat het betreffende wetsartikel (toen art. 240a Wetboek van Strafrecht) ook voor de andere leeftijden van toepassing is.
Bij bioscopen geldt de uitzondering dat kinderen die "één of twee jaar" jonger zijn dan de leeftijdsgrens van 12 jaar onder begeleiding van een ouder mogen worden toegelaten. Dit houdt in dat een kind van 11 jaar onder begeleiding van een ouder mag worden toegelaten tot een film met een leeftijdsgrens van 12 jaar.

### Verandering van het toelatingsbeleid van bioscopen (2012)
Op 22 augustus 2012 heeft de staatssecretaris van Veiligheid en Justitie een brief naar de Tweede Kamer gestuurd, waarin hij onder andere een verandering van het toelatingsbeleid van bioscopen aankondigt. In het kort zal het toelatingsbeleid er als volgt uitzien:
Bij 16: Geen 16, geen toegang. Ook niet onder  begeleiding van een van de ouders.
Bij 12: Kinderen jonger dan 12 mogen niet worden toegelaten zonder begeleiding van een volwassene.
Kinderen jonger dan 12 onder begeleiding van een volwassene mogen worden toegelaten. Het bioscooppersoneel wijst wel op de classificatie.

### Handhaving naleving leeftijdsgrenzen
Inspecteurs van Agentschap Telecom controleren in opdracht van het ministerie van Justitie of artikel 240a van het Wetboek van Strafrecht wordt nageleefd door verkopers, verhuurders maar ook bioscoopexploitanten. Voor de handhaving wordt gebruik gemaakt van de classificatiesystemen Kijkwijzer en PEGI (voor games). Agentschap Telecom voert landelijk controles uit bij bijvoorbeeld speelgoedzaken, warenhuizen, cd- en dvd-winkels, gameshops, videotheken, filmhuizen, bioscopen, game-events etc. De inspecteurs zijn buitengewoon opsporingsambtenaar en kunnen bij constatering een proces-verbaal opmaken.

### Bibliotheken
Het Convenant van 2009 geeft apart aandacht aan zelfbedieningssystemen bij de uitleen van films en games in bibliotheken (aangesloten bij de VOB). Waar mogelijk worden de huidige systemen zodanig aangepast dat indien de bibliotheekpas van een minderjarige een lagere leeftijd vermeldt dan de toepasselijke leeftijdsclassificatie van het te lenen product de uitleen ervan automatisch wordt geblokkeerd.

## Inhoudsbeschrijving
Kijkwijzer toetst films, tv-programma's en online video content aan de hand van zeven inhoudelijke kenmerken, die kunnen betekenen dat de film een bepaalde waarschuwing (door middel van een pictogram) krijgt:
- Geweld (een vuist)
- Angst (een spin)
- Seks (twee paar in elkaar gehaakte voeten)
- Discriminatie (een zwart poppetje tegen een achtergrond van witte poppetjes)
- Drugs- en/of alcoholgebruik (een spuit)
- Grof taalgebruik (een woordenbrakend poppetje)
- Gevaarlijk gedrag, bevat gevaarlijke challenges of stunts (exclamerend poppetje met een gevarendriehoek)